# Visselhövede
Visselhövede ([ˌfɪsl̩ˈhøːvədə]ⓘ) es un municipio situado en el distrito de Rotemburgo del Wumme, en el estado federado de Baja Sajonia (Alemania). Su población estimada a finales de 2016 era de 9700 habitantes.
Se encuentra ubicado a poca distancia al este de la ciudad de Bremen, y al oeste de Hamburgo.

## Historia
La ciudad se desarrolló al lado de la fuente del río Vissel, un lugar sagrado en la época precristiana. El documento más antiguo que menciona Visselhövede fue redactado en 1258, y el privilegio de celebrar un mercado fue otorgado en 1450. En ese tiempo el municipio estaba formado por una única calle (la calle Burgstraße de hoy) rodeada por un foso y un terraplén con dos puertas. En 1704 y en 1795 una parte de Visselhövede fue destruida por incendios. Visselhövede estaba formado por 30 casas en 1684, por 44 en 1718, por 53 en 1773 y por 77 en 1823. Tenía 291 habitantes en 1740, 464 en 1811 y 513 en 1823. Después de la inauguración de la línea ferroviaria entre Bremen y Berlín y la inauguración de la estación ferroviaria en Visselhövede en 1873 el municipio experimentó un auge económico. En 1905 tenía 1486 habitantes. Los privilegios y el título oficial de una "ciudad" fueron otorgados en 1938.

## Lugares de interés
La iglesia protestante St. Johannis-Kirche, construida de ladrillos en el estilo gótico báltico, es la marca distinctiva de la ciudad. La iglesia consagrada en 1358 tiene un campanario de madera que mide 23 metros de alto y fue construido en 1799. En su interior, la iglesia abriga varias obras de arte, como p. ej. un púlpito de 1641, un órgano de 1779, un altar barroco de 1771, una pila bautismal de la Edad Media así como pinturas murales de la Edad Media. La Plaza de Mercado con la Alcaldía construida en 1796 aproximadamente se sitúa en frente de la iglesia. El Heimathaus es un edificio residencial en la Burgstrasse, la calle más antigua, que sirve de centro cultural a partir de la renovación en 1999.
La fuente del río Vissel se ubica en un parque al lado de la iglesia. En el gran parque Bürgerpark Visselseen se ubican cuatro lagos del río Vissel. Dos almacenes históricos, desmantelados en su ubicación original, fueron reconstruidos en el parque en 2006.